# Раскаяние покупателя
Раскаяние покупателя — психологическое состояние, характеризующееся чувством сожаления, возникающим после совершения покупки. Это состояние часто связано с приобретением дорогостоящего предмета, например автомобиля или недвижимости.
Считается, что раскаяние покупателя появляется в результате когнитивного диссонанса, возникающего, в частности, при принятии сложного решения, например, при инвестировании существенной суммы денег во время покупки с выбором между двумя одинаково привлекательными альтернативами. Факторами, влияющими на раскаяние покупателя, могут являться: количество инвестированных ресурсов, уровень вовлечённости покупателя, соответствие сделанной покупки реальным целям покупателя, чувства, возникающие после покупки, включая сожаление.

## Причины
Раскаяние может быть вызвано различными факторами, такими как: приобретение товара несмотря на отсутствие острой необходимости; приобретение товара не вполне осознанным или этическим образом; приобретение товара на заемные средства; неодобрение окружающих в связи с приобретение товара.
Перед покупкой потенциальный покупатель часто испытывает положительные эмоции (например, желание, ощущение собственных возрастающих возможностей, предвкушение удовольствия от использования товара); затем, совершив покупку, он в большей мере способен замечать и негативные моменты: все альтернативные издержки покупки и снижение покупательной способности.
Кроме того, непосредственно до факта покупки покупатель имеет широкий спектр возможностей вплоть до отказа от покупки, а после него лишь две:
- оставить покупку, отказавшись ото всех альтернатив;
- отказаться от покупки.

Раскаяние покупателя также может быть вызвано или усилено беспокойством о том, что другие люди могут позже поставить под сомнение необходимость совершения этой покупки или утверждать, что существуют лучшие альтернативы.
Раскаяние, связанное с крайними проявлениями «шоппинга», однако, может быть признаком более глубокого беспокойства. Также не стоит путать обычное «раскаяние покупателя» с психическим расстройством «шопоголика» (ониоманией).

### Когнитивный диссонанс
Феномен раскаяния покупателя, как правило, связывается с психологической теорией когнитивного диссонанса — состояния психологического дискомфорта, вызванного столкновением в сознании индивида по крайней мере двух конфликтующих представлений, и побуждающее его изменить свое отношение к ситуации для снижения степени несоответствия. Раскаяние покупателя — это пример диссонанса принятия решений, когда человека угнетает принятое решении и он стремится уменьшить уровень психологического дискомфорта. Покупатель может попытаться изменить свое поведение, испытываемые чувства, знания об окружающем мире (свои представления о том, каким должен быть предмет покупки) или даже свои знания о самом себе. Чем больше таких ресурсов как деньги, время и психологические усилия инвестируется при совершении покупки, тем больше вероятность, что у человека наступит раскаяние покупателя или другая форма психологический дискомфорта.
Психологи сосредоточили внимание на трех основных элементах, имеющих отношение к когнитивному диссонансу и раскаянию покупателя: потраченные усилия, ответственность и обязательства. Усилия — это ресурсы, вложенные в покупку (материальные, интеллектуальные, психологические и др.), они непосредственно связанные с важностью покупки. Покупки, которые требуют большого количества усилий, но не несут за собой большую награду, могут привести к раскаянию покупателя. Степень ответственности определяет тем, делается ли покупка по собственной воле или нет. Если покупатель действовал не по своей воле, то вероятность возникновения раскаяния значительно ниже. Под обязательствами понимают длительность действия покупки. Например, покупка автомобиля имеет высокую степень обязательств, потому как автомобиль, как правило, приобретается на длительный срок. Покупки с высокой степенью обязательств приводят к более высокому уровню разочарования покупателя. Низкие уровни награды при высоких значениях этих трех параметров приводит к раскаянию через когнитивный диссонанс. Покупатель испытывает тревогу и психологический дискомфорт, так как понимает, что его поведение (покупка товара) не соответствует его ощущениям (ожиданиям от приобретенного товара).
Суини, Хаускнехт и Сутар для изучения феномена раскаяния покупателя разработали следующую шкалу, состоящую из трех элементов — одного эмоционального и двух когнитивных.
| После того, как я купил этот продукт: |                                                         |
| Эмоциональный                         | Я был в отчаянии                                        |
| Эмоциональный                         | Меня это возмутило                                      |
| Эмоциональный                         | Я был разочарован собой                                 |
| Эмоциональный                         | Я чувствовал испуг                                      |
| Эмоциональный                         | Я чувствовал опустошение                                |
| Эмоциональный                         | Я злился                                                |
| Эмоциональный                         | Я чувствовал себя неловко                               |
| Эмоциональный                         | Я чувствовал, что я подвел себя                         |
| Эмоциональный                         | Я почувствовал раздражение                              |
| Эмоциональный                         | Я почувствовал разочарование                            |
| Эмоциональный                         | Я чувствовал боль                                       |
| Эмоциональный                         | Я чувствовал себя подавленным                           |
| Эмоциональный                         | Я злился на себя                                        |
| Эмоциональный                         | Я чувствовал себя больным                               |
| Эмоциональный                         | Я был в агонии                                          |
| Здравый смысл покупки                 | Интересно, действительно ли мне нужен этот товар        |
| Здравый смысл покупки                 | Интересно, надо было ли мне вообще что-либо покупать    |
| Здравый смысл покупки                 | Интересно, сделал ли я правильный выбор                 |
| Здравый смысл покупки                 | Интересно, правильно ли я сделал, что купил этот товара |
| Озабоченность по поводу сделки        | Я задавался вопросом, не выставляют ли меня дураком     |
| Озабоченность по поводу сделки        | Я задавался вопросом, не обманывают ли меня             |
| Озабоченность по поводу сделки        | Я задавался вопросом, все ли в порядке со сделкой       |

У покупателя также может появиться двойственное ощущение — с одной стороны человек может быть доволен своей покупкой, но в то же время он осознает, что больше никогда не повторит её. Например, муж, который ведет жену в самый дорогой ресторан в городе на годовщину свадьбы, но обнаруживает, что еда и обслуживание не соответствуют его ожиданиям и стоимости, в итоге может быть доволен своим решением пойти в этот дорогой ресторан, но при этом больше сюда никогда не вернется. Это тоже является проявлением когнитивного диссонанса, двойственности ощущений — удовлетворения с одной стороны и намерения с другой.

## Вовлеченность
В социальной психологии «вовлеченность» характеризует уровень затраченных усилий, инвестиций и обязательств при совершении покупок. В паре с когнитивным диссонансом, её часто используют, чтобы объяснить появление раскаяние покупателя. Так, в большинстве случаев при прочих равных условиях (в особенности при равной цене) степень раскаяния, возникающая одновременно с диссонансом покупателя, тем выше, чем больше ресурсов было вовлечено для совершения покупки. Это явление является результатом инстинктивной рациональной обработки мозгом связанных с приобретением товара транзакционных издержек, которые становятся частью цены, уплачиваемой покупателем за товар: чем более высокую степень вовлеченности требует покупка (или же сам покупатель вкладывает в неё), тем более сильный диссонанс или психологический дискомфорт испытает покупатель, если он будет недоволен покупкой, так как «на бумаге» он потратит больше ресурсов (то есть заплатит более высокую номинальную цену).
Исследования, изучающие связь между когнитивным диссонансом и импульсивными покупками, показали, что импульсивные покупатели испытывают меньший когнитивный диссонанс, когда они разочарованы своей покупкой. Основным объяснением этого является то, что импульсивные покупатели заранее не имеют завышенных ожиданий от товара. Другим возможным объяснением, по крайней мере для более искушенных покупателей, является идея, что люди, не удовлетворенные покупкой, которую они сделали под воздействием импульса, осознают свою частичную вину, так как не вложили достаточно ресурсов в изучение товара, чтобы оценить, будет ли покупка полностью соответствовать ожиданиям даже при условии, что она будет обладать полным набором заявленных продавцом свойств.

## Парадокс выбора
Парадокс выбора — это теория, выдвинутая американским психологом Барри Шварцем, который утверждает, что после достижения определённого порогового значения, дальнейшее увеличение количества доступных вариантов начинает вызывать психологический стресс. Эта проблема, по словам профессора Шварца, может проявляться по-разному, и одним из возможных последствий является разочарование покупателя. Согласно теории, раскаяние наступает из-за увеличения альтернативных издержек, связанных с возросшим количеством альтернативных вариантов.

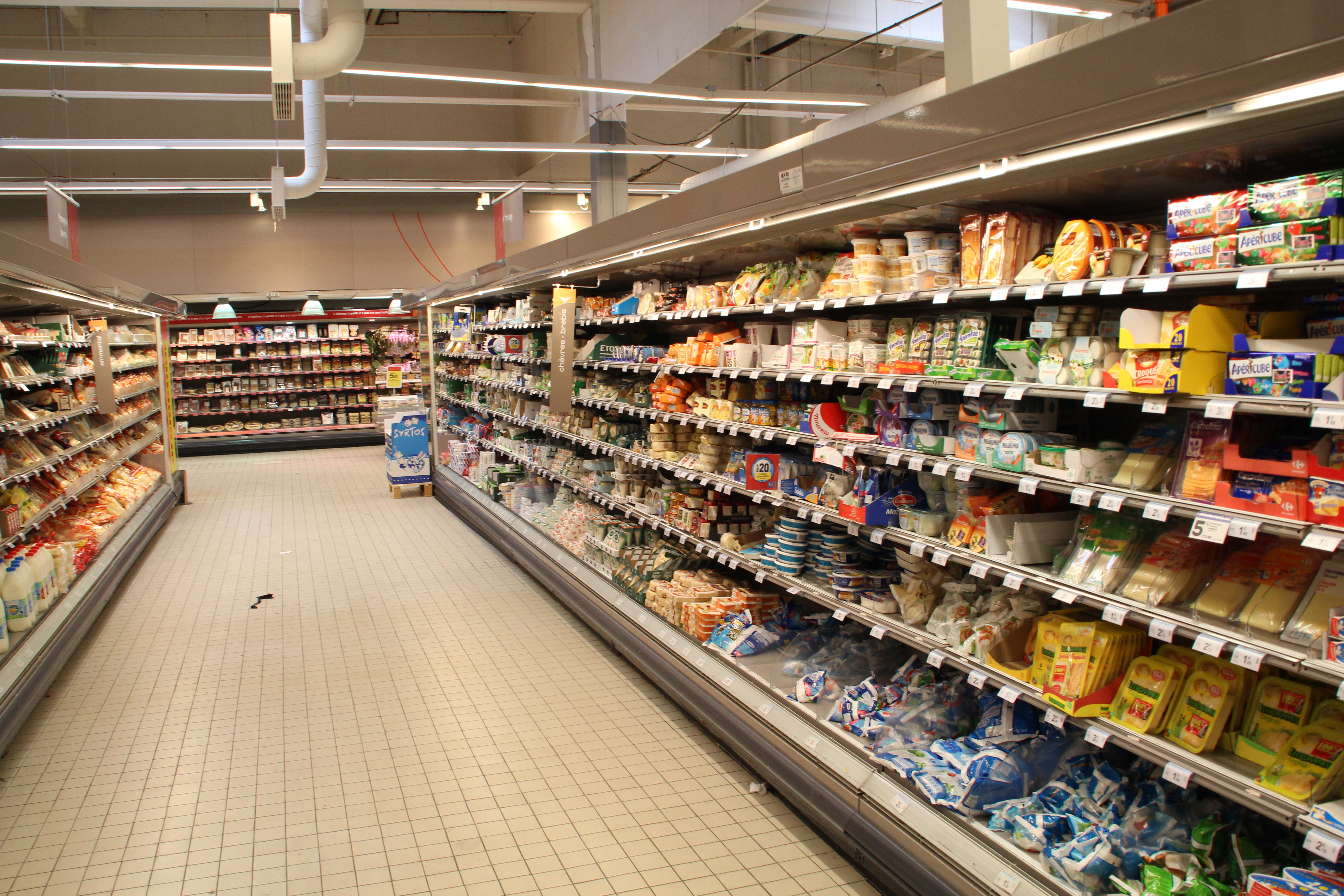
Количество вариантов на полках обычного продуктового магазина

С увеличением числа вариантов человеку становится легче вообразить, что он сделал ошибку и что существует более достойный вариант. Постоянное сравнение своих ожиданий с доступными вариантами вызывает чувство разочарования, которое, в свою очередь, снижает удовлетворенность от любого принятого решения, даже если оно полностью удовлетворяет потребности индивидуума.
В качестве примера можно рассмотреть простой супермаркет, где покупателю будет доступно множество вариантов одного типа продукта. Клиент ожидает, что так как представлен большой выбор, то один из доступных вариантов, вероятно, должен быть идеальным для удовлетворения его нужд, не обладая при этом недостатками. Это приводит к завышенным ожиданиям, которые редко оправдываются, что является значительной психологической проблемой. В примере с супермаркетом покупка «не идеального» продукта может не быть воспринята покупателем как серьезная ошибка, но для более сложных решений последствия неправильного выбора являются намного более существенными.

## Сокращение
При рассмотрении феномена искажения в восприятии сделанного выбора — тенденции приписывать положительные качества сделанному выбору — кажется, что он противоречит концепции раскаяния покупателя. Однако, исследования показывают, что «улучшенное» восприятие может быть разрушено обнаружением покупателем даже незначительных признаков того, что он сделал неправильный выбор, причем с увеличением вовлеченности покупателя в покупку и сложности сделанного выбора, одновременно увеличивается как эффект позитивного искажения, так и его чувствительность к обнаружению признаков «не идеального решения». Раскаяние в свою очередь может быть снижено положительным подтверждением после покупки, хотя и оно может усугубить дискомфорт, если покупка не удовлетворяет целям покупателя.

### Влияние на маркетинг
Раскаяние покупателя — это мощное негативное переживание для потребителя. В течение многих лет маркетологи пытаются различными методами уменьшить его. Одним из способов является выдача купонов на скидку на последующие покупки в данном магазине. Во-первых, купон увеличивает вероятность возврата клиента, что позволяет увеличить процент постоянных клиентов, во-вторых, каждая последующая покупка уменьшает вероятность возникновения разочарования, так как клиент находит их удовлетворяющими его нужды.
Ещё одним методом является гарантия возврата денег, то есть гарантия от продавца, что товар будет соответствовать потребностям покупателя, иначе он имеет право на полный возврат потраченных средств. Этот метод снижает вероятность возникновения раскаяния покупателя, так как решение о покупки может быть не окончательным. Обратная мотивация — «финальное предложение, обмену не подлежит» — напротив, сильно поднимает ставки и может привести к возникновению значительного психологического дискомфорта в момент принятия решения, а неверный выбор может привести к сильному разочарованию.
Кроме того, в ряде стран действуют законы, закрепляющие за покупателями право на период «остывания», в течение которого контракт может быть аннулирован покупателем, а товар возвращен без объяснения причин с полным возвратом средств.

## Список литературы
1. ↑  Marković, Zorica. The Relation to Money as a Factor of the Consumer's Behavior (англ.) // Management : journal. — 2012. — No. 62. — P. 97—105.
2. ↑  Kowol, Adam. The theory of cognitive dissonance. Дата обращения: 1 октября 2012. Архивировано 29 апреля 2014 года.
3. ↑  Sweeney, Jillian. Cognitive Dissonance after Purchase: A Multidimensional Scale (англ.) // Psychology & Marketing[англ.] : journal. — 2000. — May (vol. 17, no. 5). — P. 369—385. — doi:10.1002/(sici)1520-6793(200005)17:5<369::aid-mar1>3.0.co;2-g.
4. ↑  Geva, Aviva. Duality in Consumer post-purchase attitude (англ.) // Journal of Economic Psychology[англ.] : journal. — 1991. — 4 September (vol. 12). — P. 141—164. — doi:10.1016/0167-4870(91)90047-w.
5. ↑  George, Babu. Cognitive Dissonance and Purchase Involvement in the Consumer Behavior Context (англ.) // The IUP Journal of Marketing Management : journal. — 2009. — Vol. 8, no. 3. — P. 7—24.
6. ↑  Litt. Fragile Enhancement of Attitudes and Intentions Following Difficult Decisions (англ.) // Journal of Consumer Research[англ.] : journal. — 2010. — December (vol. 37, no. 4). — P. 584—598. — doi:10.1086/653494.
7. ↑  George, Babu. Young Consumers: Insight and Ideas for Responsible Marketers (англ.) // Young Consumers : journal. — 2010. — Vol. 11, no. 4. — P. 291—306. — doi:10.1108/17473611011093925.
8. ↑  Schwartz, Barry. The paradox of choice : why more is less (неопр.). — 1st. — New York: ECCO, 2004. — ISBN 0060005688.
9. ↑  Milliman, Ronald. The Use of Post-Purchase Communication to Reduce Dissonance and Improve Direct Marketing Effectiveness (англ.) // Journal of Business Communication[англ.] : journal. — 1990. — Vol. 27, no. 2. — P. 159—170. — doi:10.1177/002194369002700203.
10. ↑  Shao, Wei. Understanding choice-goal compatibility, dissonance and decision satisfaction (англ.) // Australasian Marketing Journal : journal. — 2009. — February (vol. 19, no. 1). — P. 14—21.
11. ↑  Nadeem, M. Post-purchase dissonance: The wisdom of the 'repeat' purchases (англ.) // Journal of Global Business Issues : journal. — 2007. — Vol. 1, no. 2. — P. 183—193.
12. ↑  Tierney, John. A Cure For Buyer's Remorse. New York Times.